# Anita Raj Kaur
Anita Raj Kaur Singh (* 31. Juli 1986) ist eine malaysische Badmintonspielerin. 

## Karriere
Anita Raj Kaur wurde 2004 Zweite bei den India Open. 2006 belegte sie Platz zwei im Dameneinzel bei den Vietnam Open. 2008 siegte sie bei den Wimbledon Open, 2009 bei den Croatian International und 2010 bei den Welsh International.

## Sportliche Erfolge
| Saison | Veranstaltung                          | Disziplin   | Platz | Name                             |
| ------ | -------------------------------------- | ----------- | ----- | -------------------------------- |
| 2004   | Indien: Internationale Meisterschaften | Damendoppel | 2     | Wong Mew Choo / Anita Raj Kaur   |
| 2006   | Vietnam Open                           | Dameneinzel | 2     | Anita Raj Kaur                   |
| 2006   | Vietnam Open                           | Damendoppel | 3     | Chong Sook Chin / Anita Raj Kaur |
| 2007   | Südostasienspiele                      | Damenteam   | 3     | Malaysia                         |
| 2008   | Wimbledon Open                         | Dameneinzel | 1     | Anita Raj Kaur                   |
| 2009   | Croatian International                 | Dameneinzel | 1     | Anita Raj Kaur                   |
| 2010   | Welsh International                    | Dameneinzel | 1     | Anita Raj Kaur                   |
| 2010   | Welsh International                    | Damendoppel | 1     | Anita Raj Kaur / Joanne Quay     |